# Pacific Ocean Blue
Pacific Ocean Blue es el álbum debut del compositor y músico estadounidense Dennis Wilson, baterista y cofundador de The Beach Boys, fue el primer álbum de estudio de un beach boy como solista, y es el único que Wilson editó en vida. En las sesiones de grabación utilizó una gran variedad de instrumentos que él mismo tocó, además de estar acompañada de varios músicos de sesión, incluyendo a tres de sus compañeros de banda, su hermano Carl Wilson, dos que ya habían abandonado el grupo, el baterista Ricky Fataar (que precisamente fue el baterista suplente a Wilson en The Beach Boys) y Bruce Johnston, quién si bien ya había abandonado el grupo años antes, volvería un año después. Cuando el álbum fue editado en 1977 fue muy bien recibido por la prensa musical, destaca el hecho que vendió más que los álbumes de la banda en esa misma época. Se editaron dos sencillos "River Song" y "You and I", que llegaron a las listas.
El álbum sigue siendo un punto focal del legado de Wilson, siendo referido como un "álbum clásico de los 70". Wilson tenía la intención de grabar un secuela, titulado Bambu, pero el álbum quedó sin terminar en el momento de su muerte en diciembre de 1983. En 2017 Bambu fue editado oficialmente.

## Historia
Después de varias tentativas, Dennis Wilson comenzó en 1970 a grabar su propio proyecto, Dennis registró la mayor parte de Pacific Ocean Blue entre el otoño de 1976 y la primavera siguiente. El recuerdo del productor Gregg Jakobson de cuando Dennis estuvo grabando dice: "Esto pasó cuando él se aceptó como un artista. Brian [Wilson] le había mostrado acordes en el piano, pero su música fue distinta a la de sus hermanos. Él [Brian] teniendo su propio estudio ayudó mucho a su hermano. Con un poco de estímulo, y los instrumentos correctos, Dennis salió como músico".
Así, Dennis se convirtió en el primer beach boy en grabar y publicar un álbum solista. Fue editado el 22 de agosto de 1977. El álbum supuestamente fue elogiado por su hermano mayor, Brian Wilson, pero en una entrevista del 2008 con Pitchfork Media, Brian negó saber de que Dennis había grabado un álbum en absoluto. El álbum también funcionó de un modo alentador en los Estados Unidos, al alcanzar el puesto n.º 96 y al permanecer doce semanas en las listas, y tarde o temprano llegó a vender casi 300.000 copias.
Muchas de las canciones de su álbum incorporan su estilo de piano único, que él siguió desarrollando hasta su muerte en 1983.

## Reconocimientos
Pacific Ocean Blue junto a su trabajo pionero con The Beach Boys, sigue siendo un punto focal de la herencia de Dennis Wilson, incluso se lo conoce como un clásico perdido en el tiempo. Este álbum aparece en varias listas de "los mejores álbumes de..." incluyendo la lista por Robert Dimery "1001 Álbumes que debes escuchar antes de morir", también en la lista "Lost Albums You Must Own" de la revista Mojo y en la lista de "Los 70 Grandes álbumes de los años 1970". En 2005, este apareció en el puesto n.º 18 en la lista "The 100 Coolest Albums in the World Right Now!" de GQ.

## Reediciones
Legacy Recordings reeditó este álbum para conmemorar su 30.º aniversario, público un álbum doble en CD de Pacific Ocean Blue, en el 17 de julio de 2008. El primer disco tiene a Pacific Ocean Blue, y el segundo tiene material inédito de Bambú.

## Posiciones
A pesar de omisión en UK Album Chart sobre su publicación original de 1977, la nueva edición de Pacific Ocean Blue entró en el puesto n.º 16 en álbumes británicos, también alcanzó el puesto n.º 5 en los charts de álbumes de Noruega. Además, el álbum logró el puesto n.º 8 en el Billboard's Top Pop Catalog Albums.

## Lista de canciones
1. "River Song" (Dennis Wilson/Carl Wilson) - 3:44
2. "What's Wrong" (Dennis Wilson/Gregg Jakobson/Michael Horn) - 2:22
3. "Moonshine" (Dennis Wilson/Gregg Jakobson) - 2:27
4. "Friday Night" (Dennis Wilson/Gregg Jakobson) - 3:09
5. "Dreamer (canción de Dennis Wilson)" (Dennis Wilson/Gregg Jakobson) - 4:22
6. "Thoughts of You" (Dennis Wilson/Jim Dutch) - 3:02
7. "Time" (Dennis Wilson/Karen Lamm-Wilson) - 3:31
8. "You and I (canción de Dennis Wilson)" (Dennis Wilson/Karen Lamm-Wilson/Gregg Jakobson) - 3:25
9. "Pacific Ocean Blues" (Dennis Wilson/Mike Love) - 2:39
10. "Farewell My Friend" (Dennis Wilson) - 2:26
11. "Rainbows" (Dennis Wilson/Carl Wilson/Steve Kalinich) - 2:55
12. "End of the Show" (Dennis Wilson/Gregg Jakobson) - 2:55

## Créditos
- Dennis Wilson — voz, coros, armonías, piano, órgano Hammond, ARP String Ensemble, Moog Taurus, Minimoog, Clavinet, Rhodes piano, batería, percusión, armónica de bajo, tuba en "Dreamer", violín eléctrico en "Time", guitarra lap steel en "Farewell My Friend", viola y chelo en "Tug of Love"; arranglos generales

Músicos de sesión
- Carli Munoz — clavicordio en "Mexico", percusión; productor
- Carl Wilson — voz y guitarra rítmica, coros y voz de acompañamiento
- Bruce Johnston — corosy arreglos vocales en "End of the Show"
- Hal Blaine — batería en "What's Wrong"; bass drum en "You and I"
- Chuck Domanico — bajo
- Ricky Fataar — batería, pandereta en "Holy Man"
- John Hanlon — ingeniero; guitarra principal en "Dreamer"
- Gregg Jakobson — productor; voz de apoyo
- James Jamerson — bajo
- Earle Mankey — guitarras; ingeniero
- Dean Torrence — voz de acompañamiento
- Billy Hinsche — guitarra rítmica, voz de apoyo
- Trisha Roach — coros
- Baron Stewart — coros
- Jim Dutch — coros
- Karen Lamm-Wilson — coros
- Robert Lamm — voz de apoyo en "What's Wrong"
- Gayle Levant — arpa en "End of the Show"
- Michael Andreas — saxofón alto, tenor y barítono, flutas; clarinete
- Lance Buller — Trombón, trompeta
- Sterling Smith — ARP String Ensemble y Moog Taurus en "Mexico"
- Tommy Smith — batería
- Dave Hessler — bajo
- Ed Carter — guitarra principal y rítmica, bajo
- Mort Klanfer — bajo en "You and I"
- Bobby Figueroa — batería; congas en "You and I"
- Wayne Tweed — bajo
- Manolo Badrena — percusión
- Janice Hubbard — Oboe
- Bill Lamb — trompeta, corneta, trombón
- Charles McCarthy — saxofón tenor y barítono
- Eddie Tuleja — guitarra rítmica y guitarra slide; banjo y mandolina en "Rainbows"; voz de apoyo
- Sid Sharp — Conjunto de cuerdas en vivo
- Alexander Hamilton's Double Rock Baptist Choir (coros)
- Stephen Moffitt — ingeniero jefe